# 沼本ダム

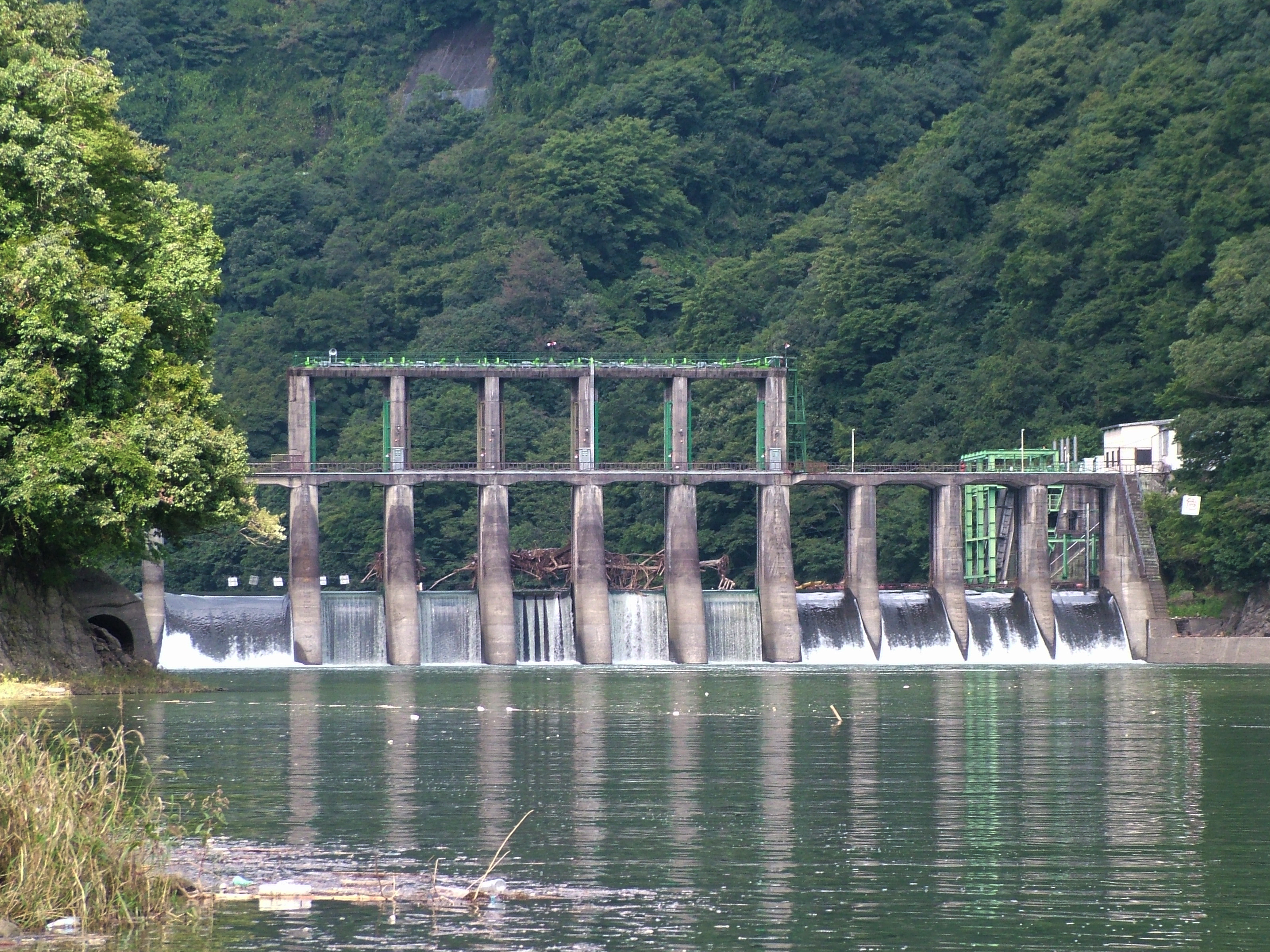
下流右岸より望む沼本ダムの様子（2007年10月4日）

沼本ダム（ぬまもとダム）は、神奈川県相模原市緑区の相模川に建設されたダム。
堤高34.5mの重力式コンクリートダムで、神奈川県の相模川河水統制事業により建設された多目的ダムである。ダム湖の名称は沼本調整池（ぬまもとちょうせいち）。下流に建設された城山ダムのダム湖である津久井湖の満水時には半分以上水没するが、ダムとしての機能は維持されている。ここで取水された水は、津久井分水池、相模原沈でん池、川井接合井(横浜市旭区)を経て、西谷浄水場(保土ケ谷区)へ送られている。

## 歴史
京浜工業地帯における工業生産増加や県内の人口増加による水道・工業用水および電力の需要増加等に対応するため、「相模川河水統制事業」が1938年（昭和13年）に神奈川県議会で議決され、1940年（昭和15年）より事業が開始された。本事業に伴い、相模ダム併設の発電所で発電に利用された水を水道用水として供給し、下流の河川に安定した流量を放流することを目的として沼本ダムが建設され、1943年（昭和18年）に完成した。

## 周辺
ダムサイトは立ち入り禁止となっている。
- 津久井湖
- 神奈川県農業技術センター北相地区事務所
- 国道412号

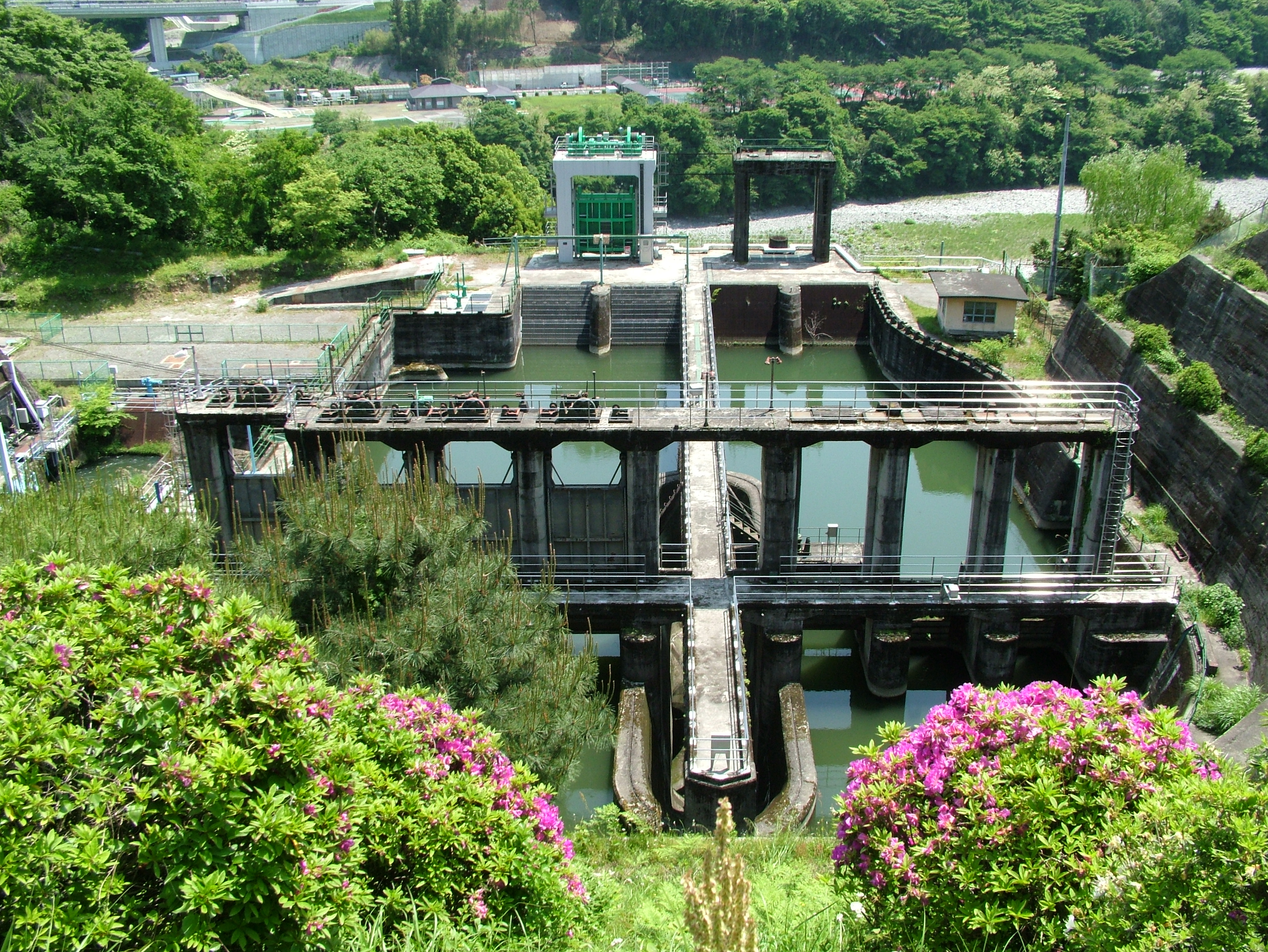
津久井分水池

- 神奈川県道515号三井相模湖線 - ダム付近の区間は落石等により廃道化しており、通行止めとなっている。
- 津久井分水池 - やや離れているがここに水が送られている。